# Opius metatensis
Opius metatensis är en stekelart som beskrevs av Fischer 1964. Opius metatensis ingår i släktet Opius och familjen bracksteklar. Inga underarter finns listade i Catalogue of Life.